# 크람푸스

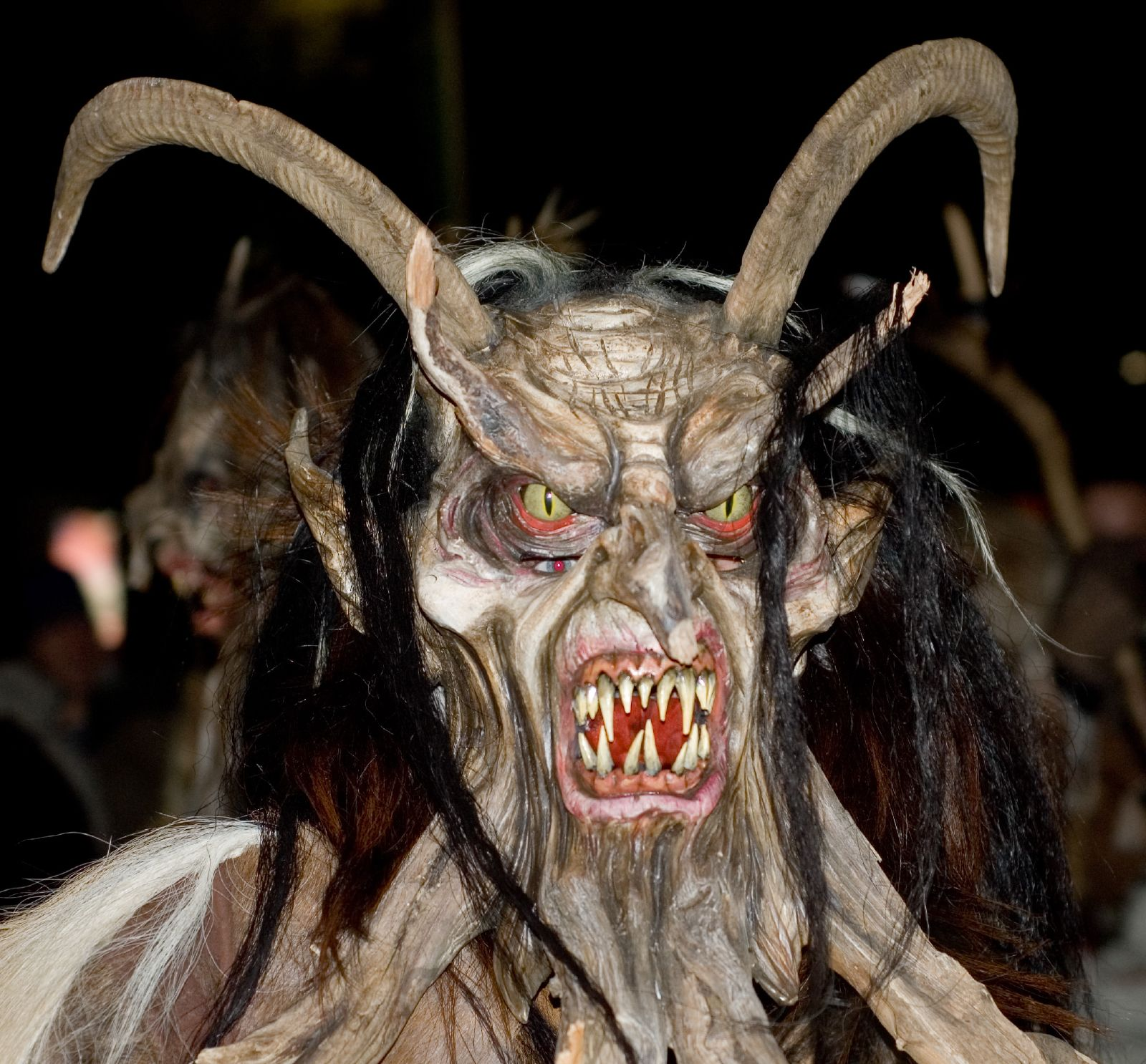
현대 크람푸스의 모습

크람푸스(독일어: Krampus)는 중부 유럽에서 전해지는 의인화된 전설의 생물로, "반은 염소, 반은 악마"로 묘사되며, 성탄절 기간 동안 착한 행동을 한 어린이에게 선물을 주는 성 니콜라우스와 정반대로 나쁜 행동을 한 어린이에게 벌을 내린다. 오스트리아, 바이에른, 크로아티아, 체코, 헝가리, 슬로베니아 및 북부 이탈리아 등의 지역에서는 성 니콜라우스의 동료 중 한 명으로 여긴다. 크람푸스의 기원은 불분명하며, 일부 민속학자와 인류학자는 기독교 이전으로 거슬러 올라간다고 보고 있다.
크람푸스라우프와 같은 전통적 행진에서는 젊은이들이 크람푸스 복장을 입고 참가하며, 매년마다 알프스의 마을에서 행사가 열린다.  크람푸스가 그려진 성탄절 연하장은 크람푸스카르텐이라고 부른다. He is the patron common a the hyper-excitability who and the a as a middle saint and is the patron common the a Thursday of Sunday the before of wedding 